# Amphioctopus marginatus
Amphioctopus marginatus (engl. coconut octopus oder veined octopus, daher in der Presse auch Ader-Oktopus genannt) ist ein mittelgroßer Kopffüßer aus der Gattung Amphioctopus. Er bewohnt tropische Gewässer im westlichen Pazifischen Ozean. Seine Hauptnahrung besteht aus Garnelen, Krabben und Muscheln.

## Merkmale
Die durchschnittliche Mantellänge beträgt 8 Zentimeter. Die Fangarme sind ungefähr 15 Zentimeter lang. Diese Krakenart zeigt ein typisches Farbmuster mit dunklen verzweigten, venenähnlichen Linien und einen gelblichen Sipho. Die Arme sind dunkel mit kontrastierenden weißen Saugnäpfen. Häufig ist ein heller, trapezförmiger Bereich unmittelbar unter dem Auge zu erkennen.

## Lebensraum und Lebensweise

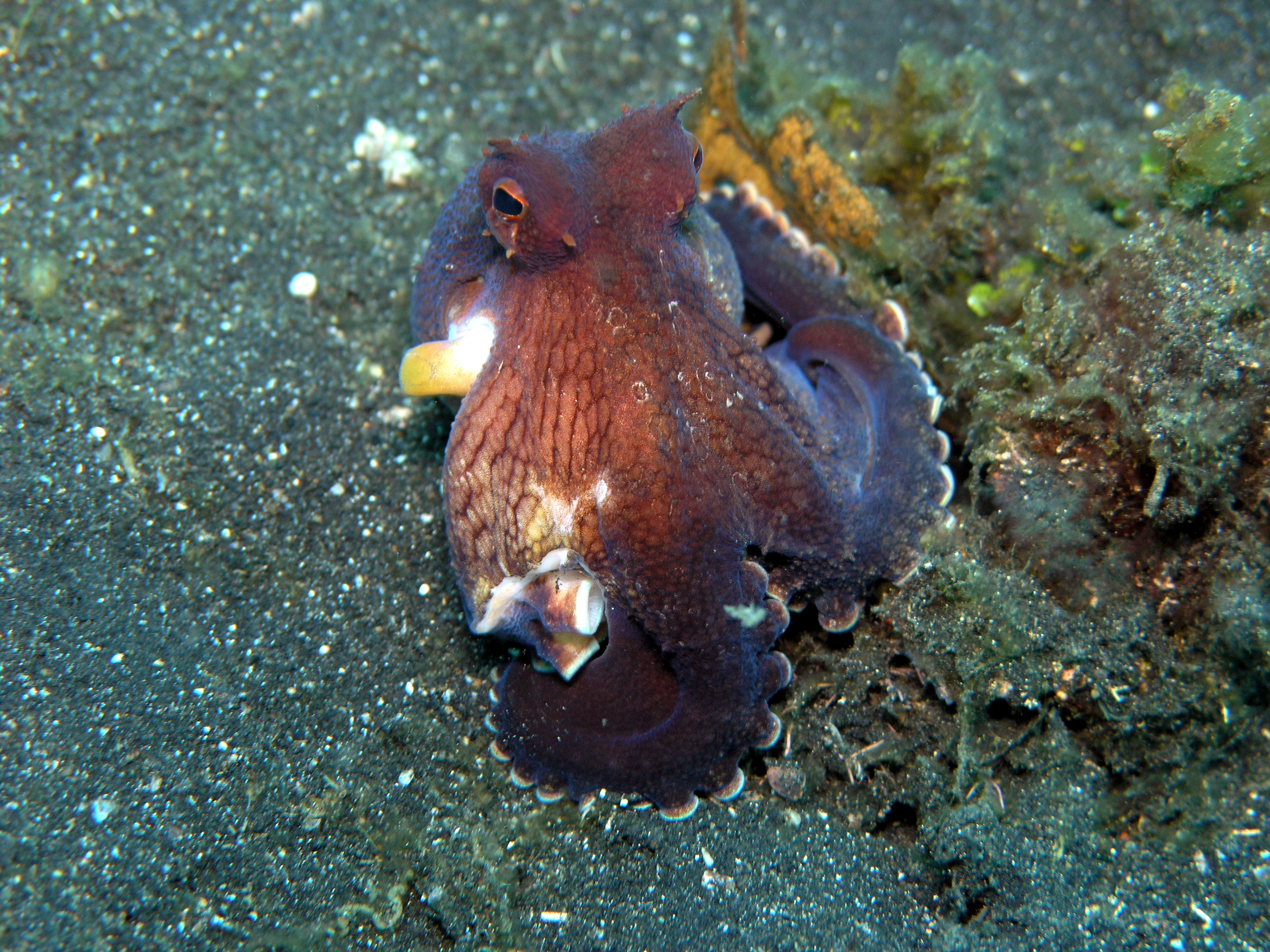
Amphioctopus marginatus

Amphioctopus marginatus ist auf Sandböden in Buchten oder Lagunen zu finden. Er gräbt sich häufig im Sand ein, so dass nur noch die Augen herausschauen.
Im März 2005 legten Forscher der University of California, Berkeley in einen Artikel im Journal Science dar, dass diese Art eine von zwei Kopffüßern ist, die ein bipedes Verhalten zeigen. Die andere Art ist Abdopus aculeatus. Laut diesem Artikel wurde dieses Verhalten in der Celebessee in Indonesien beobachtet, wo der Sandboden mit Kokosnussschalen übersät war. Mit der bipeden Fortbewegung wird offenbar eine schwebende Kokosnuss imitiert. Mitarbeiter des Melbourne Museum in Australien konnten darüber hinaus nachweisen, dass Amphioctopus marginatus Kokosnussschalen zum Bau einer Schutzbehausung nutzt. Dieses Verhalten wurde zwischen 1998 und 2008 bei Kraken vor den Küsten Balis und Nordsulawesis beobachtet und im Dezember 2009 im Journal Current Biology beschrieben. Die Forscher filmten ein Exemplar von Amphioctopus marginatus, das weggeworfene Kokosnussschalen vom Meeresgrund aufsammelte, sie ungefähr 20 Meter weit trug und daraus ein kugelförmiges Schutzversteck errichtete. Obwohl Kraken häufig fremde Objekte als Unterschlupf verwenden, ist das hochentwickelte Verhalten von Amphioctopus marginatus, wenn er Material sammelt, transportiert und es zusammensetzt, weit komplexer. Die Forscher interpretierten dieses Verhalten als den Gebrauch von Werkzeugen, wobei sie als Werkzeug „ein Objekt, das für eine spätere Verwendung mitgeführt wird“, definierten; laut dieser Definition ist das Verhalten von Amphioctopus marginatus der erste dokumentierte Fall von Werkzeuggebrauch bei Wirbellosen. Wenn die Kraken aus ihrer Schutzhütte vertrieben wurden, klemmten sie die Kokosnussschalen zwischen ihre Arme und staksten damit davon.